# كلية العلوم والتقنيات بفاس
كلية العلوم والتقنيات بفاس (FSTF) هي مؤسسة جامعية تابعة لجامعة سيدي محمد بن عبد الله تأسست في عام 1995م. تتخصص الكلية في مجالات علمية وتقنية متعددة وتعتبر جزءًا من مجموعة المدارس الوطنية للعلوم والتقنيات، والتي تضم أيضًا سبع مؤسسات أخرى مماثلة في مدن بني ملال، الراشيدية، المحمدية، سطات، طنجة، الحسيمة ومراكش.

## الأقسام
تحتوي كلية العلوم والتقنيات بفاس على ثمانية أقسام ووحدة تعليم واحدة مع الأنشطة التابعة لها:
- قسم علوم الحياة
- قسم الكيمياء
- قسم البيئة
- قسم الرياضيات
- قسم علوم الحاسوب
- قسم الهندسة الكهربائية
- قسم الهندسة الميكانيكية
- قسم الهندسة الصناعية
- وحدة اللغة والتواصل والإدارة

## المرافق

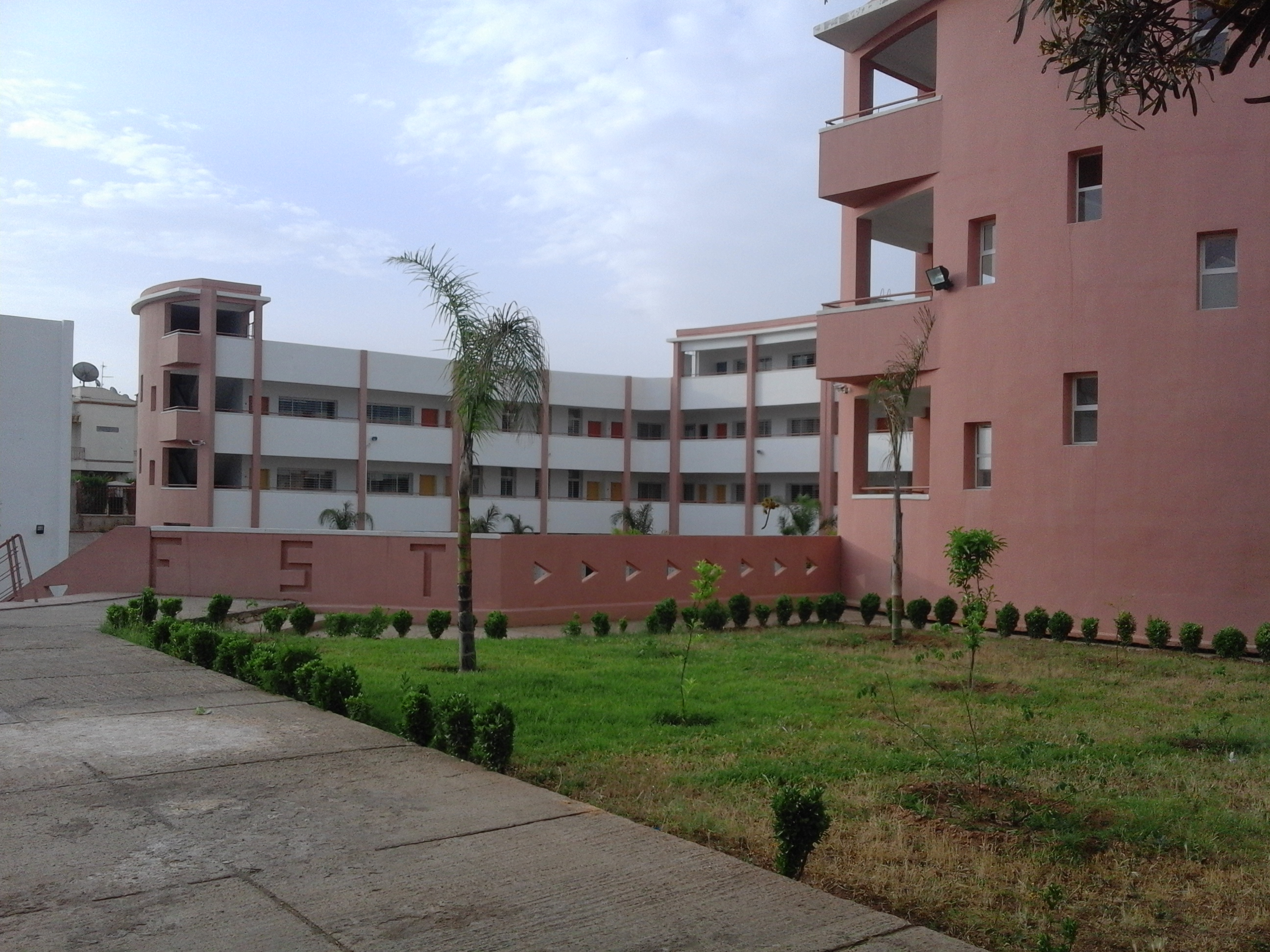
الجزء الشمالي من كلية العلوم والتقنيات بفاس والذي يظهر الأقسام التي تجري فيها الأعمال الكتابية

لطالما كانت كلية العلوم والتقنيات بفاس جامعة مهمة من بين باقي الجامعات الأخرى في المملكة المغربية، حيث أنها تمتد على مسافة تقدر بـ45,000 متر مربع، 31,000 متر مربع منها تحتوي على:
- 6 مدرجات كبيرة
- 31 قاعة للتدريس
- 31 قاعة للأعمال التطبيقية
- 7 قاعات للمعلوميات
- 29 مكتب إداري
- 39 مكتب تعليمي
- قاعة واحدة للاجتماعات والمؤتمرات
- 8 مؤسسات (قاعات للمقابلات، 14 قاعة للبحث و8 مكاتب)
- قاعتان للاجتماعات
- قاعة واحدة لفن التعبير وتقنيات التواصل
- 2 كافِتريا
- 4 قاعات تقنية
- 2 مخازن
- 4 مستودعات
- قاعة للصلاة (مسجد)
- مكتبة كبيرة
- مركز للاختراعات

## عدد الطلبة
تستقطب كلية العلوم والتقنيات بفاس عدداً لا بأس به من الطلبة، كونها من الكليات محدودة الاستقطاب، ففي كل سنة يتواجد بها حوالي 4154 طالب وطالبة من 29 جنسية. هذا بالإضافة إلى فريق بيداغوجي يتألف من أزيد من 203 أستاذ باحث ومشرف. ثم فريق إداري وتقني مكون من 56 شخصاً.

## نظام الجامعة
يتم تدريس طلبة كلية العلوم والتقنيات بفاس في إطار نظام تعليمي بداغوجي قائم على ما يعرف ب إجازة-ماستر-دكتوراه (اختصار LMD بالفرنسية: Licence-Master-Doctorat) حيث يمنح الشهادات التالية:
- الإجازة في العلوم والتقنيات (اختصارا ب LST بالفرنسية: Licence sciences et Techniques)
- ماستر في العلوم والتقنيات (اختصارا ب MST بالفرنسية: Master Sciences et Techniques)
- دكتوراه في العلوم والتقنيات (بالفرنسية: Doctorat Sciences et Techniques)

بالتوازي مع هذه الشهادات، فكلية العلوم والتقنيات بفاس تأهل لهذه الشواهد:
- دبلوم جامعي للتكنولوجيا (اختصارا DUT بالفرنسية: Diplôme Universitaire de Technologie)
- دبلوم مهندس دولة (بالفرنسية: Diplôme d’Ingénieur d’Etat).